# Patrick Simon
Patrick Simon (* 11. April 1975 in Wiesbaden) ist ein deutscher Rennfahrer, der seit 1988 Motorsport betreibt. Zusammen mit seinen zwei Brüdern betreibt Simon die Dreililien Sportpromotion Simon oHG und firmiert dabei unter dem Banner der „drei schnellsten Brüder Deutschlands“.

## Karriere
Simon begann seine Rennfahrer-Karriere im Kartsport. Später war er unter anderem im Porsche Carrera Cup, der Deutschen Tourenwagen Challenge und der Formel Ford aktiv. Zu seinen größten Erfolgen werden die Klassensiege in der European Le Mans Series und beim 24-Stunden-Rennen auf dem Nürburgring gezählt.
Im August 2005 stellte Simon einen Rundenrekord auf der Nürburgring-Nordschleife für straßenzugelassene Fahrzeuge auf, der bis 2006 Bestand hatte. In einem „Biene Maja“ genannten Porsche 911 GT2 von EDO-Competition fuhr Simon eine Rundenzeit von 7:15,63 Minuten. Dabei erzielte er in der Spitze eine Geschwindigkeit von 288 km/h.
Simon kommentiert als Streckensprecher die VLN Langstreckenmeisterschaft Nürburgring. Darüber hinaus ist er in verschiedenen TV-Formaten wie beispielsweise TURBO – Das Automagazin oder Streetwise auf Sendern wie kabel eins, Motorvision TV oder Sport 1 als Testfahrer, Experte, Moderator und Kommentator (Deutsche Formel-4-Meisterschaft, ADAC GT Masters) zu sehen.

## Erfolge
- 2018 ADAC Zürich 24h Rennen Nürburgring Sieg Klasse SP8T auf Mercedes AMG mit Bernd Schneider, Christian Gebhardt, Jethro Bovingdon
- 2017 Classic Endurance Racing GT1 2. Gesamtrang
- 2017 Classic Endurance Racing GT2 3. Gesamtrang
- 2014 V de V Historic Endurance GT Challenge 1. Gesamtrang auf PS75 Porsche mit Peter Mülder
- 2011 European Le Mans Series 1. Gesamtrang auf Oreca FLM mit Mirco Schultis und Julien Schell
- 2010 ADAC 1000 km classic im Rahmen des Oldtimer Festivals Nürburgring Nordschleife, 2. Gesamtrang Simon, Schmickler, Schnitzler
- 2010 24-h-Rennen Nürburgring Nordschleife, Sportauto Porsche GT3 RS
- 2009 24-Stunden-Rennen auf dem Nürburgring, Volkswagen Motorsport VW Scirocco GT24
- 2008 24-h-Rennen Nürburgring Nordschleife, Land Motorsport Porsche GT3 RSR
- 2007 24-h-Rennen Nürburgring Nordschleife, Zakspeed Racing, Dodge Viper, 2. Gesamtrang
- 2006 BFGoodrich Langstreckenmeisterschaft, Porsche GT3 RSR Land-Motorsport, 24-h-Rennen Nürburgring Nordschleife
- 2005 BFGoodrich Langstreckenmeisterschaft, Porsche GT3 RSR Land-Motorsport
- 2004 BFGoodrich Langstreckenmeisterschaft, Porsche GT3 RS Land-Motorsport, 24-h-Rennen Nürburgring Nordschleife, Porsche GT3 RS Land-Motorsport
- 2003 24-h-Rennen Nürburgring Nordschleife, Porsche GT3 RS Alzen-Motorsport
- 2002 V8STAR J.A.G. Racing
- 2001 V8STAR und Porsche Carrera Cup, Team Harald Grohs Motorsport
- 2000 Deutsche Tourenwagen Challenge für Alfa Romeo / Team Scuola Sportiva
- 1999 Deutsche Tourenwagen Challenge für Alfa Romeo / Team Scuola Sportiva, 24-h-Rennen Nürburgring Nordschleife, Porsche 993 Cup Grohs-Motorsport, Gesamt 3. Platz
- 1998 Porsche Carrera Cup, Team Harald Grohs Motorsport, Vizemeister mit 3 Siegen, Porsche Pirelli Supercup Team Zakspeed, Sieg GP Ungarn
- 1997 Porsche Pirelli Supercup Team Oberbayern, Sieg GP Imola, 4. Platz
- 1996 Porsche Pirelli Supercup Team PZK, 9. Platz, Porsche Carrera Cup Team PZK, 8. Platz
- 1995 Formel Opel-Lotus-Challenge, 4. Platz, Gewinner der Nachwuchssichtung des Porsche Zentrum Koblenz
- 1994 Deutsche Meisterschaft Formel Ford 1800, Europäische Meisterschaft Formel Ford 1800
- 1993 Europameister Formel Ford 1600, Deutscher Meister Formel Ford 1600
- 1992 ADAC-BMW-Sonax-Formel Junior
- 1988–1991 Kartsport

## Statistik

### Sebring-Ergebnisse
| Jahr | Team                    | Fahrzeug    | Teamkollege    | Teamkollege   | Platzierung | Ausfallgrund |
| ---- | ----------------------- | ----------- | -------------- | ------------- | ----------- | ------------ |
| 2013 | DragonSpeed Mishumotors | Oreca FLM09 | Mirco Schultis | Pierre Kaffer | Rang 35     |              |